# Villegouge
Villegouge (okzitanisch Vila Goja) ist eine südwestfranzösische Gemeinde mit 1291 Einwohnern (Stand 1. Januar 2022) im Département Gironde in der Region Nouvelle-Aquitaine.

## Lage
Der Ort Villegouge ist etwa zehn Kilometer in nordwestlicher Richtung  von Libourne und etwa 18 Kilometer von Saint-Émilion entfernt; er liegt in einer Höhe von etwa 50 Metern ü. d. M. Die Großstadt Bordeaux befindet sich ca. 36 Kilometer (Fahrtstrecke) südwestlich.

## Bevölkerungsentwicklung
| Jahr      | 1962 | 1968 | 1975 | 1982 | 1990 | 1999 | 2006 | 2017 |
| Einwohner | 709  | 715  | 773  | 968  | 1100 | 1107 | 1155 | 1263 |

Im 19. Jahrhundert hatte die Gemeinde konstant zwischen 800 und 900 Einwohner. Die Reblauskrise sowie die zunehmende Mechanisierung der Landwirtschaft führten in der ersten Hälfte des 20. Jahrhunderts zu einem kontinuierlichen Absinken der Einwohnerzahlen bis auf die Tiefststände in den 1960er Jahren. Wegen der relativen Nähe zur Großstadt Bordeaux und den auf dem Lande deutlich niedrigeren Immobilienpreisen war in den letzten Jahrzehnten ein spürbarer Anstieg der Bevölkerungszahlen zu verzeichnen.

## Wirtschaft
Villegouge lebte jahrhundertelang von der Landwirtschaft, zu der auch der Weinbau gehörte, der heute die größten Anbauflächen der Gemeinde einnimmt und über die Appellationen Bordeaux (AOC) und Bordeaux Supérieur (AOC) vermarktet wird. Aber auch der Tourismus in Form der Vermietung von Ferienwohnungen (gîtes) trägt zu den Einnahmen der Gemeinde bei.

## Geschichte
Der mittelalterliche Ortsname lautete Villagosia (‚Stadt der Goten‘), was auf einen möglicherweise westgotischen Ursprung des Ortes hinweist. Spätere Dokumente lassen darauf schließen, dass der Ort während des Hundertjährigen Krieges (1337–1453) sehr in Mitleidenschaft gezogen wurde.

## Sehenswürdigkeiten
- Von der ursprünglich spätromanischen Pfarrkirche Saint-Pierre ist nur noch das mehrfach zurückgestufte und im Scheitelpunkt leicht angespitzte Archivoltenportal erhalten, dessen Kapitellschmuck besonders hervorzuheben ist. Im 15. Jahrhundert wurde der Kirchenbau grundlegend erneuert, eingewölbt und durch Strebepfeiler auf der Südseite stabilisiert. Im 19. Jahrhundert ergänzte man ein Querhaus mit seitlichen Apsiden und einen Turm auf der Nordseite. Das Portal ist seit 1908 als Monument Historique anerkannt.[1]
- Das im Wesentlichen aus dem 18. Jahrhundert stammende, jedoch insgesamt eher schlicht wirkende Château de Pommiers (44° 59′ 16″ N, 0° 19′ 18″ W) befindet sich teilweise auf dem Gebiet der Gemeinde Villegouge und teilweise auf dem der Nachbargemeinde Vérac. Es dient heute als Gestüt und Reiterhof.